# 苦胶大戟
苦胶大戟是大戟科大戟属的一种木本植物，为加那利群岛的特有植物。